# 博特法爾瓦
48°34′53″N 22°12′29″E / 48.58139°N 22.20806°E
博特法爾瓦（烏克蘭語：Ботфалва），是烏克蘭的村落，位於該國西部外喀爾巴阡州，由烏日霍羅德區負責管轄，面積1.54平方公里，海拔高度106米，2001年人口579，人口密度每平方公里376人。